# Apeadero de Ruilhe
El Apeadero de Ruilhe es una infraestructura ferroviaria del Ramal de Braga, que sirve la localidad de Ruilhe, en el ayuntamiento de Braga, en Portugal.

## Historia
El Ramal de Braga fue inaugurado el 21 de mayo de 1875.